# Ixchel

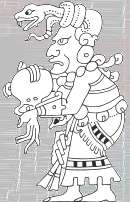
Ixchel del Códice de Dresde

En la mitología maya, Ixchel (del maya yucateco: Ixchéel ‘mujer arcoíris’) (pronunciado [iʃˈt͡ʃel]) es la diosa del amor, de la gestación, del agua, de los trabajos textiles, y de la medicina. Es esposa del dios Itzamná y en los códices se identifica con la diosa O. En algunas ocasiones se le representaba acompañada de un conejo. Una de sus advocaciones era considerada maléfica, vaciando los odres de la cólera sobre el mundo. En textos jeroglíficos su nombre es Chak Chel (arcoíris grande), en el Chilam Balam su nombre es Ix Chel.

## Mitología maya

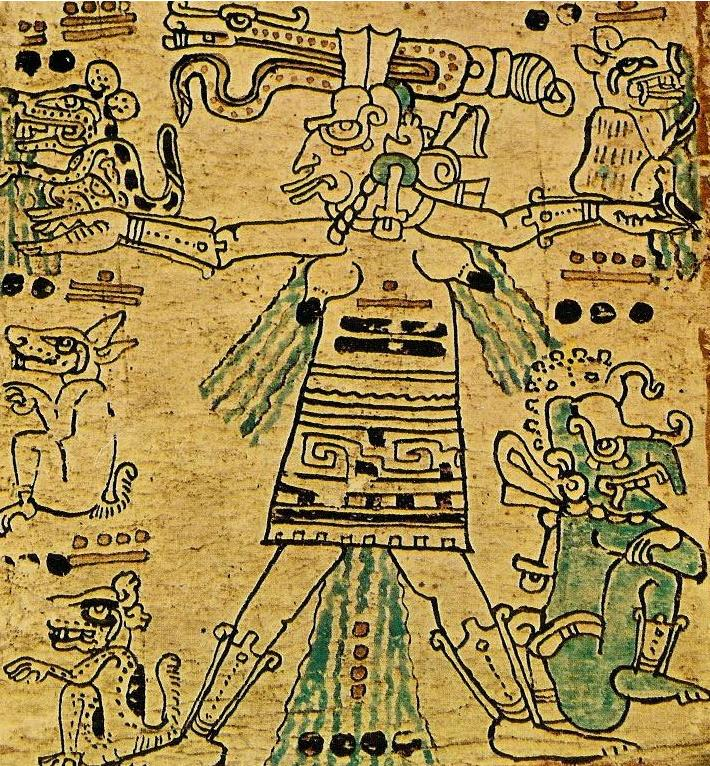
Diosa vieja semejante a Ixchel representada en el códice Madrid.

Se le representaba a Ixchel como una anciana vaciando un cántaro lleno de agua sobre la tierra o también como a una anciana tejiendo en un telar de cintura. En su cabeza, una serpiente, y en la falda huesos formando cruces. Se le festejaba en el mes zip bajo su advocación de diosa de la medicina. Tenía cuatro manifestaciones, en cuatro colores diferentes (roja, blanca, negra y amarilla) asociadas con los cuatro rumbos del universo. Su glifo era el correspondiente al día caban.
Uno de los templos más importantes se localiza en la isla Cuzamil (Cozumel) de la provincia de Ecab. Del puerto de Pole (hoy Xcaret) partían las canoas de peregrinos hacia el templo en Cuzamil para solicitar el oráculo de esta diosa; en esta peregrinación acudían también las mujeres jóvenes para pedir en sus embarazos procrear hijos que sus esposos querían.
De Ixchel se dice que tomaba bajo su protección a los peregrinos que visitaran su isla sagrada, Cozumel. Isla Mujeres también estaba dedicada a su culto.
A cada año se celebra a la princesa Ixchel a lo grande, con un cruce hasta su templo, como hacia los Mayas. El evento se lleva a cabo desde el parque Xcaret, en Playa del Carmen. Dicho cruce se realiza en canoas para venerar a la Diosa de la fertilidad.

## Confusión con la Diosa Luna
En el pasado, era común tomar Ix Chel como el nombre yucateco de la Diosa de la Luna debido a una asociación compartida con la fertilidad y la procreación humana. Sin embargo, la identificación es cuestionable, ya que (1) las fuentes coloniales y etnográficas no proporcionan evidencia directa que demuestre que Ixchel era una Diosa de la luna y (2) la Diosa de la luna maya del Clásico, identificable a través de su media luna, es invariablemente representada como una joven fértil. Además, la fertilidad y la procreación son tan importantes para una partera anciana como para una madre joven, aunque de diferentes maneras.